# Aoyama Tadatoshi
Aoyama Tadatoshi est un nom japonais traditionnel ; le nom de famille (ou le nom d'école), Aoyama, précède donc le prénom (ou le nom d'artiste).
Aoyama Tadatoshi (青山 忠俊, 18 mars 1578 - 1er juin 1643) est un daimyo du début de l'époque d'Edo.
Tadatoshi est le fils d'Aoyama Tadanari, vassal des Tokugawa de l'époque Sengoku, né dans la province de Mikawa. Tadatoshi, comme son père, est un vassal des Tokugawa, et est célèbre pour son rôle de précepteur du troisième shogun Iemitsu. Il devient daimyo en 1603, lorsque Tokugawa Ieyasu lui accorde le domaine d'Edosaki.